# Countdown (album của EXO)
Countdown là album tiếng Nhật đầu tiên của nhóm nhạc EXO. Album được phát hành vào ngày 31 tháng 1 năm 2018 bởi Avex Trax. Album chứa các bài hát tiếng Nhật phát hành trước đây cùng với 4 bài hát mới, bao gồm cả bài hát chính Electric Kiss.
Vào ngày 4 tháng 11 năm 2017, EXO thông báo sẽ phát hành album studio tiếng Nhật đầu tiên vào ngày 24 tháng 1 năm 2018.
Trước khi phát hành album. Music Video với bài hát chủ đề chính ’'Electric Kiss phát hành vào ngày 5 tháng 12 năm 2017.
Thành viên Lay không tham gia vào quá trình thu âm và quảng cáo cho album. Do xung đột với lịch trình hoạt động của anh tại Trung Quốc.
EXO đã trình diễn "Electric Kiss" lần đầu tiên vào ngày 26 tháng 1 năm 2018 trong chương trình truyền hình Nhật Bản Sukkiri. 
Vào ngày 27 và 28 tháng 1, EXO đã thêm "Electric Kiss" và "Cosmic Railway" vào danh sách bài hát biểu diễn trong tour Exo Planet #4 – The ElyXion tại Saitama.
Album đã xuất hiện trên bảng xếp hạng Oricon Weekly Album Chart, làm cho EXO trở thành nhóm nhạc quốc tế đầu tiên có single đầu tiên và đầy đủ ở Nhật Bản đứng thứ nhất trên bảng xếp hạng hàng tuần của Oricon. Countdown cũng tiếp tục đứng ở vị trí đầu tiên trong bảng xếp hạng album hàng ngày của Oricon trong ba ngày liên tiếp sau khi phát hành, đánh dấu vị trí đầu tiên bốn lần trong suốt tuần đầu tiên.
Theo Oricon, album của EXO đã có được tổng cộng 89.000 bản bán ra trong tuần đầu phát hành.
Vào ngày 9 tháng 2, Hiệp hội Ngành Công nghiệp Thu âm Nhật Bản thông báo rằng Countdown đã bán được hơn 100.000 bản và nhận được chứng nhận đĩa vàng. Album đạt chứng nhận chỉ trong 10 ngày kể từ ngày phát hành vào ngày 31 tháng 1 năm 2018.
| STT              | Nhan đề          | Phổ lời                                               | Phổ nhạc                                                  | Thời lượng |
| ---------------- | ---------------- | ----------------------------------------------------- | --------------------------------------------------------- | ---------- |
| 1.               | "Electric Kiss"  |                                                       |                                                           | 3:27       |
| 2.               | "Coming Over"    | Amon Hayashi (Digz Inc.)                              | Andreas Öberg Darren Smith Drew Ryan Scott Sean Alexander | 3:22       |
| 3.               | "Love Me Right"  | Oh Yoo Won Kim Dong Hyun Sara Sakurai                 | Denzil Remedios Nermin Harambasic                         | 3:26       |
| 4.               | "Lightsaber"     | Sara Sakurai Chanyeol MQ Jung Joo-hee                 | LDN Noise Adrian Mckinnon                                 | 3:05       |
| 5.               | "Tactix"         | Kamikaoru                                             | Hanif Sabzevari Daniel Kim                                | 3:43       |
| 6.               | "Into My World"  | Sara Sakurai                                          | Joonathan Kettunen Daniel Kim                             | 3:43       |
| 7.               | "Lovin' You Mo'" | Amon Hayashi (Digz Inc.)                              | Kay Avenue 52 Darren "Baby Dee Beats" Smith               | 3:44       |
| 8.               | "Drop That"      | MQ (BeatBurger) Jae Shim (BeatBurger) Hidenori Tanaka | Shaun Jae Shim (BeatBurger) Andreas Öberg Maria Marcus    | 3:36       |
| 9.               | "Run This"       | Amon Hayashi (Digz Inc.)                              | Mark Alvin Thompson David Anthony Eames                   | 3:23       |
| 10.              | "Cosmic Railway" | Sara Sakurai                                          | Steven Lee Tom Hugo                                       | 4:38       |
| Tổng thời lượng: | Tổng thời lượng: | Tổng thời lượng:                                      | Tổng thời lượng:                                          | 35:45      |

| BXH (2018)                     | Thứ hạng cao nhất position |
| ------------------------------ | -------------------------- |
| French Download Albums (SNEP)  | 126                        |
| Japan (Billboard Japan)        | 1                          |
| Japanese Albums (Oricon)       | 1                          |
| Album Hoa Kỳ World (Billboard) | 4                          |

| Quốc gia          | Doanh thu |
| ----------------- | --------- |
| Nhật Bản (Oricon) | 123.489+  |

| Quốc gia                                  | Chứng nhận | Số đơn vị/doanh số chứng nhận |
| ----------------------------------------- | ---------- | ----------------------------- |
| Nhật Bản (RIAJ)                           | Vàng       | 100.000^                      |
| ^ Chứng nhận dựa theo doanh số nhập hàng. |            |                               |

| Khu vực       | Ngày                | Định dạng | Hãng đĩa         |
| ------------- | ------------------- | --------- | ---------------- |
| Nhật Bản      | 31 tháng 1 năm 2018 | CD Tải về | Avex Trax IRIVER |
| Toàn thế giới | 31 tháng 1 năm 2018 | Tải về    | Avex Trax IRIVER |